# أولاد امداح (سيدي عيسى بن علي)
أولاد امداح هي إحدى مشيخات المملكة المغربية، تتبع جغرافيا لإقليم الفقيه بن صالح وإداريًا لسيدي عيسى بن علي. يقدر عدد سكانها بـ 5885 نسمة حسب الإحصاء الرسمي للسكان والسكنى لسنة 2004.